# Teatr alternatywny

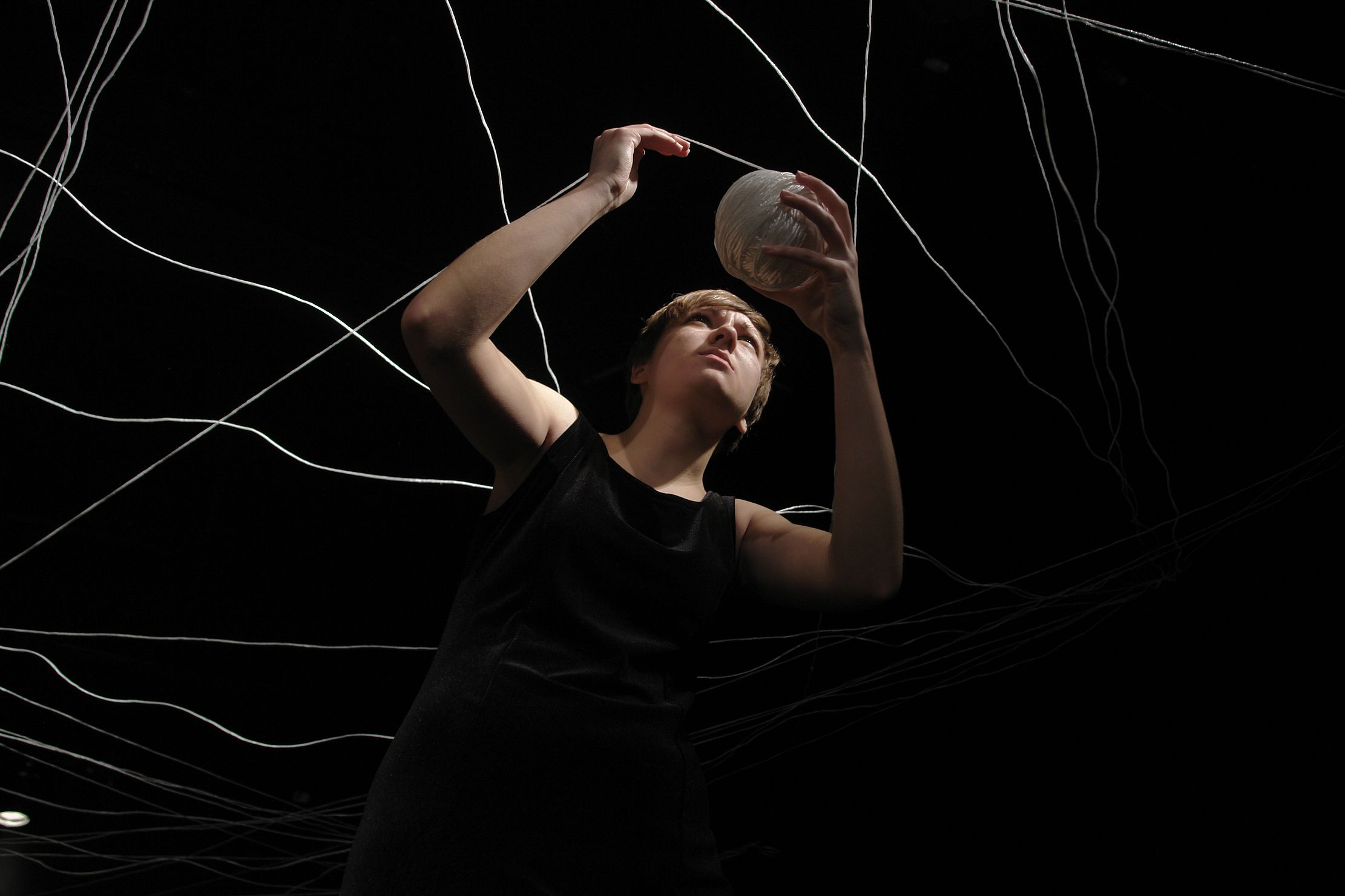
Spektakl alternatywnego teatru Terminus A Quo, zdjęcie wykonane z perspektywy widza, nad którymi aktorzy teatru budowali sieć w trakcie trwania spektaklu

Teatr alternatywny (zwany także: awangardowy, eksperymentalny, laboratoryjny, niezależny, obrzeży, offowy, otwarty, podziemny, studyjny) – teatr poszukujący nowych środków wyrazu w sztuce aktorskiej lub w materii scenicznej, kreujący nowe układy przestrzenne, nowe metody pracy i nowe relacje między aktorem a publicznością.
Inspiracją bywają często nowe, awangardowe kierunki w sztukach plastycznych (jak w Teatrze Cricot 2 Tadeusza Kantora). Poszukiwania często prowadzą ku zapomnianym źródłom i starym tradycjom, których ślady można odnaleźć na przykład w folklorze (jak w działalności Stowarzyszenia Teatralnego Gardzienice Włodzimierza Staniewskiego, Stowarzyszenia Teatralnego Chorea, Teatru Wiejskiego Węgajty). W takich przypadkach powinno się już mówić o „teatrze źródeł”.
W latach 50. i 60. za awangardę była uważana np. dramaturgia E. Ionesco, J. Geneta, S. Becketta, często również S. Mrożka, T. Różewicza, Witkacego, oraz stosujące niekonwencjonalne i eksperymentalne formy pracy scenicznej teatry, np.: J. Grotowskiego, P. Brooka, M. Białoszewskiego, T. Kantora.
Określenie nieścisłe i unikane przez samych twórców, jednak – właśnie ze względu na ową niejednoznaczność – powszechnie używane na określenie całej gamy przedsięwzięć teatralnych kontestujących instytucjonalny teatr dramatyczny. Poszczególnych teatrów alternatywnych nie łączy zwykle żadna wspólnota programowa, a jedynie strategia działania.